# Olivier Panis
Olivier Panis (født 2. september 1966 i Lyon, Frankrig) er en fransk racerkører, der er bedst kendt for sine i alt 11 sæsoner i Formel 1, hvor han nåede at køre 158 Grand Prix'er. Hans største triumf kom ved Monacos Grand Prix i Monte Carlos gader i 1996, hvor han overraskende vandt løbet foran skotten David Coulthard.
Pr. 2015 er Olivier Panis den sidste franske Formel 1-kører der har vundet et Formel 1 grand prix.
Olivier Panis har en søn, der hedder Aurélien Panis, der kører i Formel Renault 3.5 for 2015.